# The Sims Life Stories
The Sims Life Stories — перша гра серії The Sims Stories. В США вийшла 6 лютого 2007. The Sims Life Stories є версією відеогри The Sims 2, яка оптимізована для ноутбуків. В моді Історій представляє сюжети Райлі Харлоу та Вінса Мура. 3 грудня 2015 студія Aspyr випустила порт The Sims Life Stories для OS X.

## Рецензії критиків
| Агрегатор    | Оцінка |
| ------------ | ------ |
| GameRankings | 70%    |
| Metacritic   | 72 %   |

| Видання   | Оцінка |
| --------- | ------ |
| Eurogamer | 7/10   |
| GameZone  | 7/10   |
| IGN       | 7.3/10 |

Сайт GameRankings оцінив гру у 70 %, базуючись на 22 рецензіях. Metacritic дав грі 72 із 100 балів, базуючись на 21 рецензіях. IGN оцінив гру у 7.3 бали.

## Персонажі із Історій

### Персонажі вІсторії Райлі(Riley's Story)
- Райлі Харлоу (Riley Hawrlow). Головний персонаж. Райлі переїхала до тітки, оскільки втратила роботу та квартиру. Так сталось, що тітці потрібно від'їхати, тому Райлі залишається на деякий час сама. Вона знайомиться з сусідами і закохується в Мікі.
- Мікі Сміт (Mickey Smith). Мікі — ді-джей. Він закохується в Райлі. В кінці історії одружуються з нею і в них з'являється дитина.
- Фіона Фортуна (Fiona Fortuna). Подруга Райлі, вона знайомить її з містом. Фіона вдова і має дочку Медісон.
- Ділан Кінкейд (Dylan Kincaid). Екс-бойфренд Райлі. Він приїжджає до міста і хоче знову завоювати серце Райлі.
- Ангора Тчотчке (Agora Tchotchke). Ворог Райлі. Ангора закохана в Мікі.
- Шерон Фосс (Sharon Foss). Тітка Райлі.
- Ешлі Сінклер (Ashley Sinclair). Подруга Ділана, дружина Варінга.
- Медісон Фортуна (Madison Fortuna). Дочка Фіони.
- Варінг Сінклер (Waring Sinclair). Чоловік Ешлі.

### Персонажі вІсторії Вінса(Vince's Story)
- Вінсент Мур (Vincent «Vince» Moore). Головний персонаж, мільйонер. Вінс зустрічався із Самантою, але розірвав з нею стосунки і починає зустрічатись з Наомі.
- Наомі Хант (Naomi Hunt). З недавніх пір почала зустрічатись з Вінсентом.
- Саманта Хайден (Samantha Hayden). Колись зустрічалась з Вінсентом, але після розриву хоче йому відомстити.
- Грег Чомскі (Greg Chomsky). Найкращий друг Вінсента.
- Шерман Боггл (Sherman Boggle). Друг і колега Вінсента.
- Джонні Кюллен (Johnny Cullen). Конкурент Вінсента.
- Алекса Стар (Alexa Starr). Колись зустрічалася з Вінсом.
- Кендра Блэйз (Kendra Blaise). Таємнича леді, найнята Самантою, щоб зіпсувати життя Вінсента.
- Саша Айрес (Sasha Aires). Колись зустрічалася з Вінсом.
- Доктор Максимілліон Оглеторп (Dr. Maximillion Oglethorpe). Друг Вінсента.
- Дон Каламарі (Don Calamari). Друг Вінсента.